# Gunthorpe, Rutland
Gunthorpe är en civil parish i Storbritannien.   Den ligger i grevskapet och kommunen Rutland och riksdelen England, i den sydöstra delen av landet, 130 km norr om huvudstaden London. Gunthorpe ligger vid sjön Rutland Water.